# HEMT

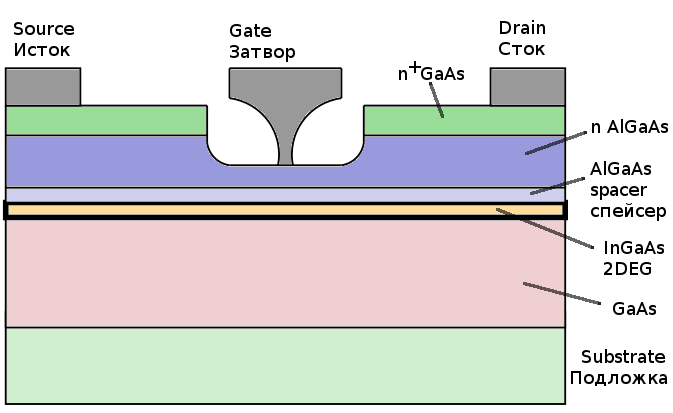
Структура HEMT

Транзистор з високою рухливістю електронів (HEMT — англ. High Electron Mobility Transistor) — польовий транзистор, в якому для створення каналу замість легованої області, на відміну від звичайних МДН- транзисторів, використовується контакт двох напівпровідникових матеріалів з різною шириною забороненої зони (Гетероперехід). Інші назви цих транзисторів: польові транзистори з керуючим переходом метал—напівпровідник і гетеропереходом, польові транзистори з модульованим легуванням, селективно—леговані гетероструктурні транзистори. У зарубіжній літературі їх позначають: HFET, HEMFET, MODFET, TEGFET, SDHT.

## Структура
На малюнку представлена структура HEMT-транзистора в розрізі. На напівізолюючій підкладці арсеніду галію (GaAs) вирощується нелегований буферний шар GaAs. На ньому нарощується тонкий шар напівпровідника з іншою шириною забороненої зони — InGaAs, такий, що утворюється область двовимірного електронного газу (2DEG). Зверху шар захищається тонким спейсером на основі арсеніду алюмінію-галію (AlGaAs). Вище знаходяться легований кремнієм шар n-AlGaAs і сильнолегований шар n +-GaAs під контактними площинками стоку і витоку. Контакт затвора наближений до області двовимірного електронного газу.